# Кіреєвськ (Томська область)
Кіре́євськ (рос. Киреевск) — село у складі Кожевниковського району Томської області, Росія. Входить до складу Кожевниковського сільського поселення.

## Населення
Населення — 370 осіб (2010; 475 у 2002).
Національний склад (станом на 2002 рік):
- росіяни — 91 %